# Ханс Вилхелм фон Кьонигсег-Аулендорф
Ханс/Йохан Вилхелм фон Кьонигсег-Аулендорф (на немски: Hans/Johann Wilhelm Graf von Königsegg und Aulendorf; * ок. 1595; † 30 април 1663) от стария швабски благороднически род Кьонигсег е фрайхер, от 1629 г. имперски граф на Кьонигсег и Аулендорф. Замъкът Кьонигсег днес е част от Гугенхаузен в Баден-Вюртемберг.
Той е единствен син на фрайхер Марквард фон Кьонигсег-Аулендорф († 27 август 1626) и съпругата му фрайин Юстина фон Щауфен († 7 януари 1626), вдовица на фрайхер Конрад X фон Бемелберг-Хоенбург († 1591), дъщеря на фрайхер Антон фон Щауфен, или на фрайхер Ханс Лудвиг фон Щауфен († сл. 1541) и Анна фон Фалкенщайн († 1558). Внук е на Йохан Якоб фон Кьонигсег († 1567) и графиня Елизабет фон Монфор-Ротенфелс-Петербург († сл. 1556), дъщеря на граф Хуго XVI (XIV) фон Монфор-Ротенфелс-Васербург († 1564).
Ханс Вилхелм фон Кьонигсег-Аулендорф и братовчедите му братята Хуго фон Кьонигсег-Ротенфелс († 1666) и Йохан Георг фон Кьонигсег-Аулендорф († 1666) са издигнати на имперски графове през 1629 г. от император Фердинанд II.

## Фамилия
Ханс Вилхелм фон Кьонигсег-Аулендорф се жени през ноември 1618 г. за трушсеса Валбурга Евсебия фон Валдбург (* 26 юни 1595; † 10 март 1671), дъщеря на фрайхер Кристоф фон Валдбург-Траухбург (1551 – 1612) и графиня Анна Мария фон Фюрстенберг-Хайлигенберг (1562 – 1611). Те имат една дъщеря:

- Мария Анна Евсебия фон Кьонигсег (* 1627; † 3 април 1656), омъжена 1655 г. за граф Йохан VIII фон Монфор-Тетнанг (* 25 ноември 1627; † 12 септември 1686, Лангенарген)